# Femmes de Salerne
Pour les articles homonymes, voir Salerne (homonymie).
Les Femmes de Salerne, appelées également Dames de Salerne, Femmes salernitaines ou en latin Mulieres Salernitanae sont un groupe de femmes médecins de l'Italie médiévale formées à l'école de médecine de Salerne.

## Présentation
L'école de médecine de Salerne est, au Moyen Âge, la première à accepter les femmes,. En 1911 l'historien de la médecine James Joseph Walsh (en), note que certains médecins du Moyen-Âge déclaraient avoir été les premiers à offrir aux femmes la possibilité de s'instruire et de pratiquer la médecine, en oubliant le passé, et les nombreux témoignages sur l'existence de medica et autres médecins dans la Grèce puis la Rome antique. Pour Walsh, la présence de femmes à l'Université de Salerne s'inscrit dans le cadre de cette tradition, avec comme facteurs facilitant la tolérance aux autres, qui se manifeste par la forte présence juive et arabe au sein du corps professoral, ainsi que l'influence des bénédictins du Mont Cassin tout proche, dont l'ordre prônait un certain égalitarisme qui se manifestait dans l'accès aux carrières monastiques, et pratiquait l'exercice et l'enseignement de la médecine dans les murs de ses couvents.
« À quelle époque faut-il rapporter la fondation de cette école ? C'est un point qu'on n'a pas encore élucidé. Ce qui est certain, c'est qu'elle n'est point due aux Arabes, Renzi l'a démontré d'une façon trop évidente. Selon toute probabilité le « collège de médecine de Salerne » existait déjà à l'époque des Romains, toutes les villes considérables possédant alors des écoles de médecine. L'admission des femmes aux études de l'école de Salerne, conformément à ce qui se pratiquait dans les écoles romaines, semble à notre avis, confirmer cette hypothèse. »
Ces femmes pratiquent la médecine et sont connues pour enseigner et publier des ouvrages médicaux. Elles ne se sont pas limitées à l'étude des maladies féminines, mais ont étudié, enseigné et pratiqué toutes les branches de la médecine. Selon Thérèse Planiol toutefois, la licence leur permettant d'exercer les limite à un nombre restreint d'affections : goutte, hernies, abcès, troubles de la vue, maladie de la pierre. 

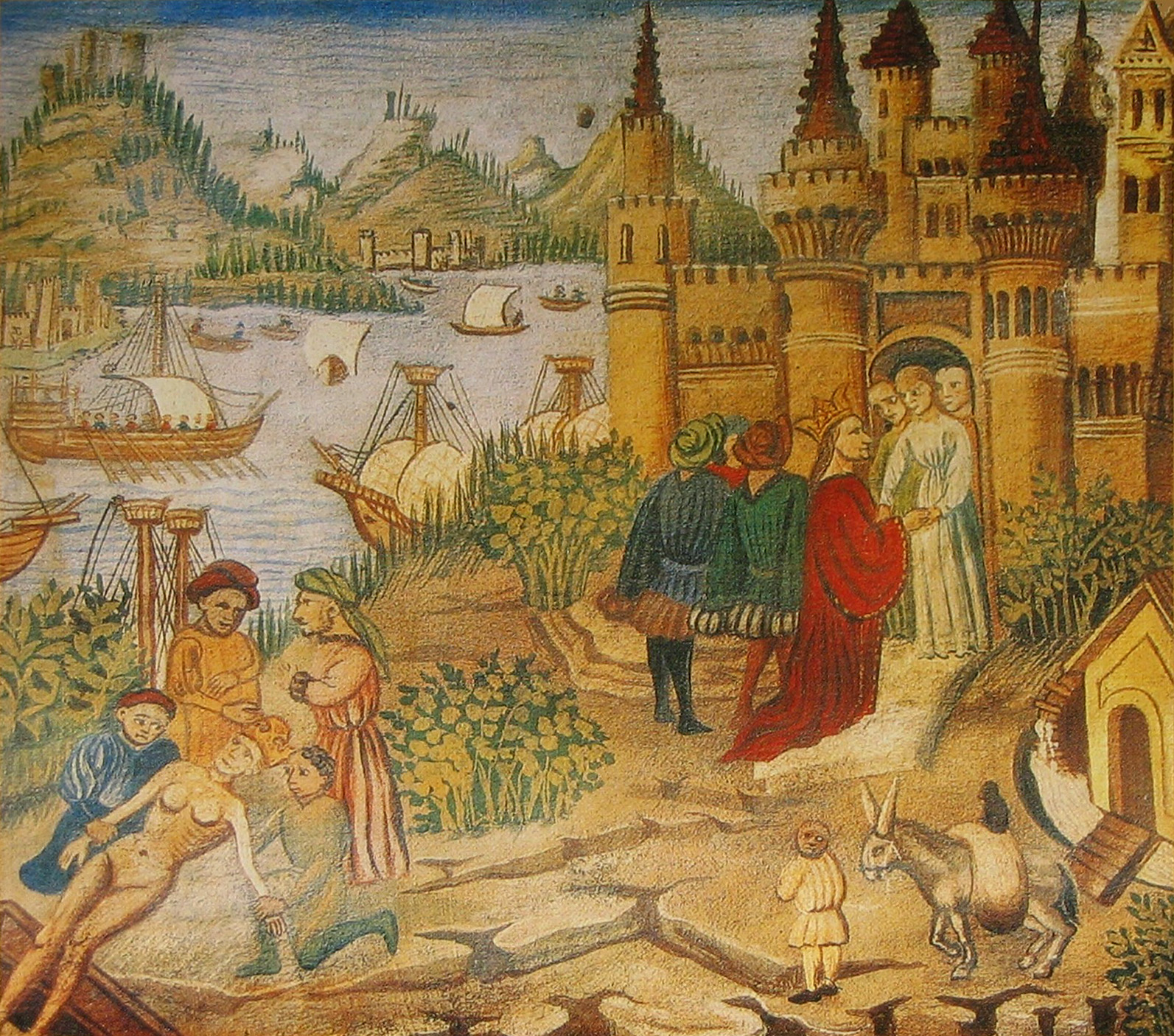
L'école de Salerne. Miniature, Canon d’Avicenne.

Parmi ces femmes médecins, figurent : 
- Trotula, la plus célèbre des femmes de Salerne. Elle vit entre les xie et xiie siècles et publie plusieurs ouvrages traitant de la médecine des femmes dont De curis mulierum[5].
- Constance Calenda, une chirurgienne du xve siècle.
- Rebecca de Guarna, une chirurgienne du XIIIe siècle, a publié des ouvrages sur la fièvre De febrius, l'urine De Urinis et l'embryon De embrione.
- Abella, médecin du XIVe siècle, auteure de De atra bile et De natura seminis humani.
- Mercuriade, chirurgienne du XIVe siècle, a écrit Crises, De Febre Pestilenti et De Curatio[1] .

Ces femmes font partie ou fondent des dynasties médicales salernitaines comme les Platearius, les Cophon, les Ferrarius ou les Guarna.